# Tatjana Iwanowna Bulanowa
Tatjana Iwanowna Bulanowa oder Tanja Bulanowa (russisch Татья́на Ивановна Була́нова; * 6. März 1969 in Leningrad (Sankt Petersburg)) ist eine russische Popsängerin, die den Ehrentitel Verdiente Künstlerin der Russischen Föderation trägt.

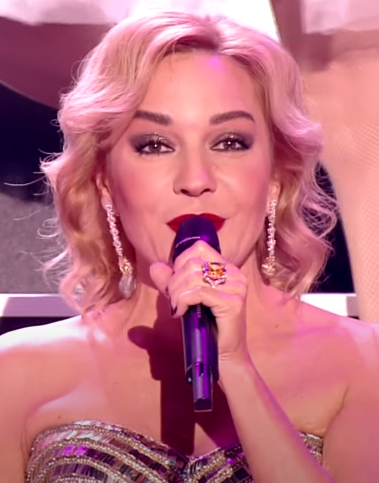
Tatiana Bulanova (2016)

## Jugend und Studienjahre
Motiviert durch ihre Mutter begann sich Tatjana Bulanowa mit Musik zu beschäftigen. Sie hatte Klavierunterricht an der Musikschule und spielte Gitarre. Nach der Schule, im Jahre 1987 begann Tatjana Bulanowa ein Bibliothekarsstudium am Leningrader Nadeschda-Krupskaja-Institut für Kulturwissenschaften. Nach zwei Jahren verließ sie jedoch das Institut und nahm Gesangsunterricht.

## Anfang der Karriere
Im Dezember 1989 lernte sie Nikolaj Tagrin, der der Leiter der Gruppe „Letniy Sad“ („Sommergarten“) war, kennen. Er schlug ihr vor, in seiner Gruppe zu singen. Sie nahm seinen Vorschlag an und wurde später seine Frau. Das erste Lied wurde im Jahre 1990 aufgenommen, es hieß „Dewtschonka“ („Das Mädchen“). Der erste Auftritt war am 16. April 1990 auf der Bühne der Aula des technologischen Instituts und die ersten Gastspiele verliefen in „Sosnowiy Bor“ bei Sankt Petersburg. 1991 nahm Tanja am Festival „Jalta 1991“ teil. Sie trat in der Fernsehsendung „Ogonjok“ mit dem Lied „Kak by ne tak“(„Von wegen“) auf. Den ersten Sieg hatte Tanja im Wettbewerb „Schlager - 91“ in Sankt Petersburg: sie bekam den Hauptpreis mit dem lyrischen Lied „Ne platsch“ („Weine nicht“), das sofort zum Hit wurde.

## Popularitätszeit und Preise
1992–1994 wurde die Gruppe „Letniy Sad“ sehr populär. Das Jahr 1994 war sehr erfolgreich, man verkaufte über 200.000 MCs. 1996 fand ihr Solokonzert „Mojo russkoe serdtze“ („Mein russisches Herz“) in Moskau statt. Sie sang hauptsächlich lyrische Lieder, aber 1999 beschloss Bulanowa etwas zu experimentieren und änderte grundlegend ihr Image. Sie begann Rocklieder zu singen. In diesem Jahr wurde ihr Album „Staja“ („Schwarm“) mit Rockballaden aufgenommen. 2000 arbeitete sie mit einem Mode-DJ zusammen. Im selben Jahr erschien die CD „Moi son“ („Mein Traum“), die alle Spitzenpositionen in den Hit-Paraden der russischen Radiostationen belegte. Später arbeitete Bulanowa mit einer jungen Rock-Gruppe namens „Kardinal“ zusammen. Es wurden drei Lieder aufgenommen, zwei davon waren die Coverversionen der bekannten Gruppen Rammstein und Wumpscut. Auf dem Finalkonzert „Pesnja Goda 2003“ wurde ihr ein Preis von K.I.Schulzhenko für den Beitrag zu der Entwicklung des sowjetischen Liedes übergeben. 2004 wurde ihr der Titel „Verdiente Künstlerin der Russischen Föderation“ verliehen. Im Jahre 2007, nach langem Nichtauftreten auf der großen Bühne, fand ihr zweites Solokonzert „Lutscheje“ („Beste Songs“) in Moskau, im Kremlpalast statt.

## Künstlerisches Schaffen
Anfang 2007 hatte Tanja Bulanowa das teils autobiographische Buch „Territorija schentschiny“ („Territorium der Frau“) verfasst. Ende 2007 war sie Hauptdarstellerin im Film „Ljubow' estscho byt' moschet“ („Letzte Chance für die Liebe“).

## Privatleben
Ende 2005 trennten sich Bulanowa und ihr Mann nach einer langjährigen Ehe. Sie heiratete 2006 wieder und hat mit diesem Mann einen Sohn.

## Diskografie

### Studioalben mit Letniy Sad
- 1990: 25 gwosdik (25 Nelken)
- 1991: Ne platsch (Weine nicht)
- 1992: Starschaja sestra (Meine ältere Schwester)
- 1993: Ballady (Balladen)
- 1993: Strannaja wstretscha (Merkwürdiges Treffen)
- 1994: Ismena (Untreue)
- 1995: Ja svedu tebja s uma (Ich bringe dich um den Verstand)
- 1995: Skoro bol' projdjot (Bald ist der Schmerz vorbei)

### Solo-Alben
- 1996: Obratnyj bilet (Rückticket)
- 1996: Mojo russkoe serdtze (Mein russisches Herz)
- 1997: Sterpitsja - sljubitsja (Geduld bringt Huld)
- 1998: Schenskoe serdtze (Frauenherz)
- 1999: Staja (Schwarm)
- 2000: Moj son (Mein Traum)
- 2001: Den' roschdenija (Geburtstag)
- 2001: Letnij son (Sommertraum)
- 2001: Soloto ljubwi (Goldigkeit der Liebe)
- 2002: Krasnoe na belom (Rot auf Weiß)
- 2002: Eto igra (Das ist das Spiel)
- 2003: Ljubow (Liebe)
- 2004: Belaja tscherjomucha (Weißer Faulbeerbaum)
- 2005: Letela duscha (Seele flog mal)
- 2007: Ljublju i skutschaju (Ich liebe und vermisse)
- 2010: Романсы
- 2017: Это Я
- 2020: Единственный дом
- 2023: Таня, дыши!

### Kompilationen
- 2002: Kollektzija

### Singles (Auswahl)
- 1991: Не плачь
- 1992: Старшая Сестра
- 1996: Ясный Мой Свет
- 1997: Мой Ненаглядный
- 2000: Мой Сон